# Дочка доктора Моро
«Дочка доктора Моро» (англ. The Daughter of Doctor Moreau) — роман Сільвії Морено-Ґарсіа 2022 року. Він заснований на романі Герберта Веллса «Острів доктора Моро» 1896 року. Роман отримав визнання критиків, рецензенти особливо високо оцінили його дослідження фемінізму та колоніалізму. Роман отримав номінації на премію «Г'юго» 2023 року за найкращий роман і премію «Локус» 2023 року як найкращий науково-фантастичний роман.

## Сюжет
У 1871 році Карлота Моро живе зі своїм батьком, доктором Моро, на фазенді Яксактун. Вона має хронічну хворобу і потребує щотижневого лікування, щоб залишатися здоровою. Експерименти доктора Моро передбачають створення гібридів людини та тварини. Карлота проводить багато часу з двома гібридами на ім'я Качіто і Лупе, а також з мажордомом Монтґомері.
У 1877 році фінансове становище Моро стає нестабільним. Власник гасієнди, Ернандо Ізальде, втрачає віру в те, що дослідження Моро — вдала інвестиція. Син Ернандо, Едуардо, приїжджає до Яксактуна зі своїм двоюрідним братом Ісідро. Після короткого залицяння Едуардо освідчується Карлоті. Моро погоджується на шлюб, сподіваючись, що це забезпечить йому фінансову стабільність. Ісідро це не схвалює і посилає Монтґомері розповісти про це Ернандо.
Ернандо приїжджає, щоб перешкодити одруженню. Карлота б'є Ернандо; вона відрощує пазурі і шипить на нього. Ернандо звільняє Моро і наказує йому звільнити гасієнду. Монтґомері під дулом пістолета змушує трьох чоловіків Ізальде піти, але вони обіцяють повернутися з більшою кількістю людей. Моро виявляє, що Карлота — гібрид. Вона насправді не потребує щотижневих ін'єкцій; він накачував її наркотиками, щоб зробити слухняною і приховати риси ягуара. Карлота сердито штовхає Моро, завдаючи йому травми.
Карлота відпускає гібридів; більшість з них вирішують шукати притулку у повстанців майя, які живуть неподалік. Ізальде з людьми повертаються. Едуардо обіцяє, що все одно візьме Карлоту за коханку, але вона йому відмовляє. Монтґомері та Лупе допомагають іншим гібридам втекти, а потім повертаються для фінальної сутички. Ісідро, доктор Моро та Ернандо гинуть. У гніві Карлота проявляє риси ягуара; вони з Монтґомері працюють разом, щоб убити Едуардо.
Монтґомері та Карлота винувачують у всіх смертях повстанців. За свій спадок Карлота обіцяє побудувати безпечний дім для вцілілих гібридів. Монтґомері вирушає на їхні пошуки, але обіцяє повернутися.

## Основні теми
За словами Д. Харлана Вілсона з Los Angeles Review of Books, «Дочка доктора Моро» переглядає ідеологію Герберта Веллса. Вілсон пише, що «озиратися на Веллса стає дедалі важче, зважаючи на етос білого чоловіка, який безроздільно домінує в його творчості». У багатьох його романах «можна побачити, як він проектує англійськість на весь світ», що призводить до колонізації цих вигаданих світів.
Вілсон пише, що Морено-Ґарсіа використовує релігію для дослідження тем контролю. Моро часто виголошує проповіді, в яких говорить гібридам, що їхній біль — це дар. Це викликає співчуття у читача. Наприкінці роману Карлота відкидає погляд на Бога як на мстиве божество та адаптує світогляд, більш сумісний з панентеїзмом.
Вілсон також пише, що тему патріархату найкраще ілюструє підсюжет, пов'язаний з романом Карлоти з Едуардо. Спочатку вона наївна і відчуває, що кохає Едуардо. Коли вона стає більш зрілою, то розуміє, що Едуардо бачить у ній «ляльку, яку можна носити з собою». Коли Моро перестає робити Карлоті ін'єкції, в ній прокидається тваринна природа, «що також є рухом від культури маєтку її батька до стану первісної природи». Після смерті Моро вона здатна «увійти в роль батька» і вбити Едуардо, ставши для гібридів рятівницею замість мучителя. Вілсон вважає, що у феміністичній науковій фантастиці «культура (особливо технологічне насильство) кодується як чоловіче, а природа — як жіноче».

## Стиль
Роман складається з трьох частин і тридцяти одного розділу. Події відбуваються між 1871 і 1877 роками. У розділах чергуються точки зору Карлоти та Монтґомері. Розповідь розповідається від третьої особи.

## Фон
Роман частково натхненний «Островом доктора Моро» Герберта Веллса, але Морено-Ґарсіа вносить серйозні зміни в сюжет і характер персонажів. За Los Angeles Review of Books, автор «значною мірою… розповідає іншу історію». Оповідача Едварда Прендіка замінює персонаж Карлота. Монтґомері залишається помічником алкоголіка Моро, але в інтерпретації Морено-Гарсіа йому дають прізвище (Лотон) і він виконує функції майордома Моро. Прізвище Лотон є відсиланням до Чарльза Лотона, який зіграв доктора Моро у фільмі 1932 року «Острів втрачених душ» і першій англомовній екранізації оригінальної роботи Веллса.
""Морено-Гарсія переносить події з «безіменного острова десь між Перу та Чилі» на півострів Юкатан. Велика частина роману розгортається на тлі Юкатанської війни рас.

## Відгуки
Букліст відзначив роман зірочкою, написавши, що роман підноситься завдяки «здатності Морено-Ґарсіа поєднати тривожність створених наукою звірів із реальними жахами життя на маргінесі та жахом колоніалізму». Library Journal також відзначив роман зірочкою, назвавши його «історичною науковою фантастикою в її кращому прояві».
Рецензія в Los Angeles Review of Books високо оцінила дослідження патріархату в романі, назвавши його «розумною феміністичною критикою, яка декодує патріархальні протоколи його вихідного матеріалу та ставлення ХІХ століття в цілому». Пишучи для Paste, Саманта Салліван високо оцінила складні та темні теми роману, включно з «екзистенціальними та моральними питаннями, які змушують [Карлоту] задуматися про її віру, те, як люди часто „грають в Бога“ з іншими, і що саме означає сім'я». Рецензія в Book Reporter високо оцінила дослідження в романі таких тем, як «європейський расизм щодо народу майя, … жахлива робота доктора Моро та те, як жінки вразливі до мізогінії та насильства». Огляд охарактеризував роман як «цікавий і вдумливий».
CBC назвав роман «одночасно сліпучим історичним романом і сміливою науково-фантастичною подорожжю». Ієн Монд пише, що роман Морено-Гарсіа стоїть сама по собі «своєю прозою, що викликає враження, постколоніальною історичною обстановкою, яка керує сюжетом, і представленням яскравих, захоплюючих персонажів». Книжковий огляд San Francisco Book Review оцінив роман чотирма зірками з п'яти, назвавши його «ідеальним сучасним триб'ютом з феміністичним відтінком».
У рецензії на Kirkus відзначається, що перша половина роману починається повільно, але виграш того вартий для «наповненої гостросюжетом другої половини». Той самий огляд назвав роман «однією з найкращих [адаптацій]» класичних творів Герберта Веллса. Publishers Weekly також прокоментував «хибний темп», написавши, що через це «іноді важко залишатися інвестованим у дію». Однак у тій же рецензії стверджується, що "у третій частині сюжет вирівнюється і «кінцівка надовго залишиться в пам'яті читацтва». Рецензія в Strange Horizons назвала роман «змішаним мішком». Рецензент Арчіта Міттра назвав роман «химеричним твором, який привертає увагу читача, але не захоплює його», зокрема критикуючи, що гібриди використовуються «як реквізит у всьому, позбавлений емоційної складності».
Роман був номінований на премію «Г'юго» 2023 року як найкращий роман і став фіналістом премії «Локус» 2023 року як найкращий науково-фантастичний роман.